# Eriopyga crista
Eriopyga crista är en fjärilsart som beskrevs av Walker 1856. Eriopyga crista ingår i släktet Eriopyga och familjen nattflyn. Inga underarter finns listade i Catalogue of Life.